# ویلیام لی‌بارون جنی
ویلیام لی‌بارون جنی (به انگلیسی: William LeBaron Jenney) متولد در ماساچوست، معمار آمریکایی قرن نوزدهم بود.
او در پاریس تحصیل کرد و در شیکاگو، ایلینوی مشغول به کار شد.
او بود که نخستین بار از تیرچه‌های فولادی در ساختمان‌سازی مرتفع استفاده کرد.
او یکی از معماران شیوه معماری شیکاگو بود. از شاگردان او می‌توان لوئیس سولیوان، ویلیام هولابرد، مارتین روشه و دانیل برنهم را نام برد.